# Équipe de Suisse de football en 1939
Cet article présente les résultats de l'équipe de Suisse de football lors de l'année 1939.

## Bilan
|           | Nombre de matchs | Victoires | Défaites | Matchs nuls | Buts marqués | Buts encaissés |
| Domicile  | 3                | 3         | 0        | 0           | 8            | 3              |
| Extérieur | 3                | 2         | 0        | 1           | 7            | 4              |
| Neutre    | 0                | 0         | 0        | 0           | 0            | 0              |
| Total     | 6                | 5         | 0        | 1           | 15           | 7              |

## Matchs et résultats
| Match amical                                | Portugal              | 2 - 4   | Suisse                                | Estadio José Manuel Soares, Lisbonne                |                                                     |
| 12 février 1939 · Historique des rencontres | Cruz 15e · Soeiro 47e | (1 - 2) | 3e 19e Aeby · 60e Bickel · 62e Sydler | Spectateurs : 28 000 Arbitrage : Georges Capdeville | Spectateurs : 28 000 Arbitrage : Georges Capdeville |
| 12 février 1939 · Historique des rencontres | Rapport               |         |                                       | Spectateurs : 28 000 Arbitrage : Georges Capdeville | Spectateurs : 28 000 Arbitrage : Georges Capdeville |

| Match amical                             | Suisse                              | 3 - 1   | Hongrie  | Hardturm, Zurich                                   |                                                    |
| 2 avril 1939 · Historique des rencontres | Aeby 44e · Aebi 74e · Walaschek 80e | (1 - 0) | 54e Déri | Spectateurs : 18 000 Arbitrage : Raffaele Scorzoni | Spectateurs : 18 000 Arbitrage : Raffaele Scorzoni |
| 2 avril 1939 · Historique des rencontres | Rapport                             |         |          | Spectateurs : 18 000 Arbitrage : Raffaele Scorzoni | Spectateurs : 18 000 Arbitrage : Raffaele Scorzoni |

| Match amical                           | Suisse        | 2 - 1   | Pays-Bas | Wankdorf, Berne                              |                                              |
| 7 mai 1939 · Historique des rencontres | Amadò 28e 84e | (1 - 1) | 20e Smit | Spectateurs : 16 000 Arbitrage : Louis Baert | Spectateurs : 16 000 Arbitrage : Louis Baert |
| 7 mai 1939 · Historique des rencontres | Rapport       |         |          | Spectateurs : 16 000 Arbitrage : Louis Baert | Spectateurs : 16 000 Arbitrage : Louis Baert |

| Match amical                            | Belgique     | 1 - 2   | Suisse                  | Stade Vélodrome de Rocourt, Liège             |                                               |
| 14 mai 1939 · Historique des rencontres | Voorhoof 53e | (0 - 1) | 9e Amadò · 75e Abegglen | Spectateurs : 21 111 Arbitrage : Roger Conrié | Spectateurs : 21 111 Arbitrage : Roger Conrié |
| 14 mai 1939 · Historique des rencontres | Rapport      |         |                         | Spectateurs : 21 111 Arbitrage : Roger Conrié | Spectateurs : 21 111 Arbitrage : Roger Conrié |

| Match amical                            | Pologne    | 1 - 1   | Suisse    | Stadion Wojska Polskiego, Varsovie            |                                               |
| 4 juin 1939 · Historique des rencontres | Piątek 29e | (1 - 0) | 75e Amadò | Spectateurs : 22 000 Arbitrage : Rudolf Eklöw | Spectateurs : 22 000 Arbitrage : Rudolf Eklöw |
| 4 juin 1939 · Historique des rencontres | Rapport    |         |           | Spectateurs : 22 000 Arbitrage : Rudolf Eklöw | Spectateurs : 22 000 Arbitrage : Rudolf Eklöw |

| Match amical                                         | Suisse                    | 3 - 1   | Italie        | Hardturm, Zurich                             |                                              |
| 12 novembre 1939 · 14h30 · Historique des rencontres | Monnard 5e · Aeby 61e 88e | (1 - 1) | 28e Puricelli | Spectateurs : 23 000 Arbitrage : Louis Baert | Spectateurs : 23 000 Arbitrage : Louis Baert |
| 12 novembre 1939 · 14h30 · Historique des rencontres | Rapport                   |         |               | Spectateurs : 23 000 Arbitrage : Louis Baert | Spectateurs : 23 000 Arbitrage : Louis Baert |